# Josué Méndez
Josué Méndez Bisbal (Lima, 18 de septiembre de 1976) es un guionista, director y productor de cine peruano.

## Biografía
Josué Méndez estudió secundaria en el Markham College, graduándose en 1993, para luego estudiar Cine y Estudios Latinoamericanos en la Universidad de Yale. En 1998 fundó la productora Chullachaki Producciones en sociedad con Tito Bonicelli.
En 1997 dirigió el cortometraje Solo buenos amigos y en 1999 dirigió el cortometraje Parelisa.
En el año 2004 presentó su ópera prima, titulada Días de Santiago, en el Festival Internacional de Cine de Róterdam. Este fue también el primer largometraje de la productora Chullachaki. Tras ello consiguió la beca Fundación del Festival de Cannes.
En 2006 escribió, en colaboración con Aldo Miyashiro, los guiones de las dos primeras temporadas de la serie La Gran Sangre.
Entre 2006 y 2007, Josué Méndez contó con la asesoría del director británico Stephen Frears como parte de la Iniciativa Artística Rolex.
Dioses, su segundo largometraje, fue presentado el año 2008 en el Festival de Lima.
En 2009 codirigió el documental Qué culpa tiene el tomate, película coral junto con Alejo Hoijman, Marcos Loayza, Carolina Navas, Paola Vieira, Alejandra Szeplaki y Jorge Coira, la película muestra la realidad de siete países distintos.
Ha producido las películas Paraíso (2009), Las malas intenciones (2011) y Oliver´s Deal (2015).
En 2014 dirigió la obra de teatro El hombre del subsuelo adaptación de la novela Memorias del subsuelo de Fiódor Dostoyevski, esta obra contó con la actuación de Pietro Sibille, Andrea Luna, Juan Carlos Pastor, Guillermo Castañeda, Alex Mori y Mariano Sábato. Se montó en el Teatro del CCPUCP del 13 de setiembre al 20 de octubre de 2014.
Entre 2017 y 2018 se desempeñó como coguionista y coproductor de la serie El Chapo, una serie de televisión estadounidense producida por Story House Entertainment y Dynamo Producciones para Univisión y Netflix. En 2019 fue coguionista de la serie mexicana Tijuana, estrenada en la plataforma Netflix.
Desde el año 2018 se desempeña como director artístico del Festival de Cine de Lima. También ese mismo año se unió a la preproducción de la serie chilena Los Prisioneros, en la cual trabajo junto a los también realizadores peruanos Salvador del Solar y Joanna Lombardi.
En 2019 se anunció que Tondero Producciones ya inició los trabajos de preproducción de El Túnel, serie inspirada en la Toma de la residencia del embajador de Japón en Lima por el grupo terrorista Movimiento Revolucionario Túpac Amaru. El guion de esta nueva serie está a cargo del mismo cineasta, junto con el escritor y periodista Santiago Roncagliolo y la dramaturga de teatro Patricia Romero, quienes ya se encuentran trabajando en la historia de la serie. Según el CEO de la productora Miguel Valladares: "Este proyecto es un nuevo reto para Tondero y una gran responsabilidad, siendo el objetivo tener una serie competitiva en mercado internacional y para ello estamos rodeados de un grupo de guionistas y realizadores de primera”, afirmó. Aún no hay elenco confirmado para esta nueva producción, sin embargo, se espera contar con actores nacionales y extranjeros y su rodaje estuvo previsto para el 2019.
Su nuevo proyecto de largometraje, El caso Monroy, ganó el Concurso de Desarrollo de Proyectos de Largometraje 2013 del Ministerio de Cultura y luego el Concurso Nacional de Proyectos de Largometraje de Ficción 2016 del Ministerio de Cultura, además, en 2017 ganó el fondo de coproducción del programa Ibermedia. La película se rodó a finales de 2019 e inicios de 2020 y está protagonizada por el actor mexicano Damián Alcázar. La historia se basa en el libro Día de visita, del periodista Marco Avilés.

## Filmografía

### Películas
- El Túnel (2030)[6] - codirector, coguionista y coproductor.
- El Caso Monroy (2023) - director, guionista y productor.
- Oliver´s Deal (2015) - productor.
- Las malas intenciones (2011) - productor.
- Paraíso (2009) - coproductor.
- Qué culpa tiene el tomate (2009) - coproductor y codirector.
- Dioses (2008) - director, guionista y productor.
- Días de Santiago (2004) - director, guionista y productor.

### Televisión
- Luz de Luna 3 (2021-2023) - director
- Los Prisioneros (2022) - guionista
- Tijuana (2019) - guionista
- El Chapo (2017-2018) - guionista
- Amor de Madre (2015-2016) - director
- Ramírez: El Policial (2013-2014) - director
- Los Exitosos Gome$ (2010-2011) - director
- La gran sangre (2006-2007) - guionista

## Teatro
- Dirigió la obra Reglas para vivir en el Teatro La Plaza. 2016.[7]
- Dirigió la obra El hombre del subsuelo en el Teatro CCPUCP. 2014.